# Edward Wilkowski
Edward Wilkowski (ur. 1 października 1889 w Dywitach koło Olsztyna, zm. 14 kwietnia 1946) – działacz polski na Warmii.

## Życiorys
Pochodził z rodziny rolniczej, był synem rolnika Franciszka (zm. 1909) z podolsztyńskich Dywit. Działał w Związku Polaków w Niemczech. Po 1920 wchodził w skład rady nadzorczej Banku Ludowego w Olsztynie oraz Spółdzielni Rolniczo-Handlowej "Rolnik" w Olsztynie. W latach II wojny światowej otaczał opieką polskich robotników przymusowych zesłanych do Prus Wschodnich.
W polskim ruchu narodowym na Warmii uczestniczyła również jego rodzina. Brat Franciszek (junior) był działaczem plebiscytowym i w 1941 zginął w Sachsenhausen. Żona Anna z domu Hohmann (Hohman, ur. 15 sierpnia 1905 we Wrzesinie, zm. 26 czerwca 1990) również należała do Związku Polaków w Niemczech; w czasie II wojny światowej wspierała męża w niesieniu pomocy robotnikom przymusowym. Po wojnie władze polskie nadały jej Złoty Krzyż Zasługi oraz Krzyż Kawalerski Orderu Odrodzenia Polski. Była córką Augustyna Hohmanna, działacza warmińskiego, rolnika z Szafałdu (powojennego Unieszewa), a siostrą nauczycielki i bibliotekarki Otylii, po mężu Markwitan. 